# Irma Emmrich
Irma Helene Emmrich (* 14. September 1919 in Dresden als Irma Helene Goldate; † 13. August 2018) war eine deutsche Kunsthistorikerin und Professorin an der TU Dresden.

## Leben
Nach dem Abitur im Jahr 1938 an der Clara-Schumann-Schule in Dresden leistete sie 1938/39 ihren Reichsarbeitsdienst und begann 1939 als Volontärin in der Maschinenfabrik Gäbel in Dresden. Bis 1942 arbeitete sie anschließend als Sekretärin in einer Transportgerätefabrik in ihrer Heimatstadt.
Ab 1943 studierte Emmrich Pädagogik an der Hochschule für Lehrerbildung und schloss das Studium 1945 mit dem Staatsexamen ab. Von 1945 bis 1949 arbeitete sie als Lehrerin und Schulleiterin in Dresden und Freital. 1948 legte sie die Prüfung für das höhere Lehrwesen ab und unterrichtete ab 1950 an der Oberschule Dresden-Reick.
1952 wurde sie Lektorin für Deutsch an der Dresdner Hochschule für Verkehrswesen. 1954 promovierte sie in Jena und wurde noch im selben Jahr Oberassistentin am Institut für Gesellschaftswissenschaften der TH Dresden. 1958 übernahm sie dort eine Dozentur für marxistische Ästhetik. Zwei Jahre später habilitierte sie in Jena. 1966 berief man sie in Dresden zur Professorin mit Lehrauftrag, drei Jahre später wurde sie ordentliche Professorin für Kunstwissenschaft an der Sektion Philosophie und Kulturwissenschaften an der TU Dresden. 1980 wurde sie emeritiert.

### Familie
Emmrich war ab 1952 in zweiter Ehe mit dem Literaturwissenschaftler Christian Emmrich verheiratet. Das Paar hatte einen Sohn und eine Tochter. Aus erster Ehe brachte die verwitwete Irma Ackermann eine Tochter mit.

## Werke
- Caspar David Friedrich. Böhlau, Weimar 1964.
- Werner Tübke: Schöpfertum und Erbe. Eine Studie zur Rezeption christlicher Bildvorstellungen im Werk des Künstlers. Union Verlag, Berlin 1976.
- Rudolf Nehmer: Poesie und Gleichnis. Union-Verlag, Berlin 1977.
- Weltbild und ästhetische Struktur. Verlag der Kunst Dresden, Dresden 1982.
- El Greco. Koehler & Amelang, Leipzig 1987.
- Tintoretto: die Welt seiner Bilder. Ph. Reclam, Leipzig 1988.
- Carl Blechen. C. H. Beck, München 1989.
- Meisterwerke spanischer Malerei: von Lluis Dalmau bis Francisco Goya. E. A. Seemann, Leipzig 1997.